# Station de pompage Craig
La station de pompage Craig est une ancienne station de pompage située sur un terre-plein entre l'avenue Viger et l'autoroute Ville-Marie, au cœur du Quartier Sainte-Marie dans l'arrondissement Ville-Marie à Montréal.

## Histoire
Construite en 1887 par les architectes Maurice Perrault et Albert Mesnard, la station est commanditée par la Ville de Montréal qui souhaite mettre un frein aux inondations successives des cours d'eau de la région. Jumelée à la station de pompage Riverside, elle permet de pomper l'eau excédentaire des cours d'eau vers le fleuve via un égout collecteur. Grâce à ces stations, Montréal ne subira plus d'inondation printanière. La station de pompage Craig cesse ses activités en 1954 et tombera en désuétude vers la fin des années 1980.
Originellement entourée d’immeubles, qui ont depuis été démolis pour faire place au pont Jacques-Cartier, la station de pompage Craig est désormais isolée, son environnement bâti et urbain ayant été largement altéré avec le temps. Plusieurs organismes locaux de protection du patrimoine, tels que Héritage Montréal ou les AmiEs de la Craig, se mobilisent pour sauver le bâtiment,. En 2018, l'administration de la mairesse Valérie Plante annonce que la station de pompage Craig sera intégré au nouveau plan d'urbanisme qui doit redonner l'accès au fleuve dans l'arrondissement Ville-Marie.
En 2020, un rapport de la firme d'ingénierie Cosigma, mandatée par la Ville de Montréal, confirme l'état de dégradation avancée de la station. On constate entre autres que les murs sont extrêmement instables, que le mortier au sous-sol se désagrège au toucher tandis que la cheminée comporte de nombreuses fissures sur ses parois. Devant ce diagnostic, l'administration de la ville se résout à démolir la cheminée et d'autres éléments qui ne peuvent être conservés. Seules les façades seront maintenues. Les organismes de protection du patrimoine déplorent alors la négligence des autorités concernées dans ce dossier. L'architecte montréalais et président du Conseil du patrimoine de Montréal, Peter Jacobs, dénonce d'ailleurs le phénomène architectural du façadisme à Montréal en utilisant l'exemple de la station de pompage Craig.

## Galerie

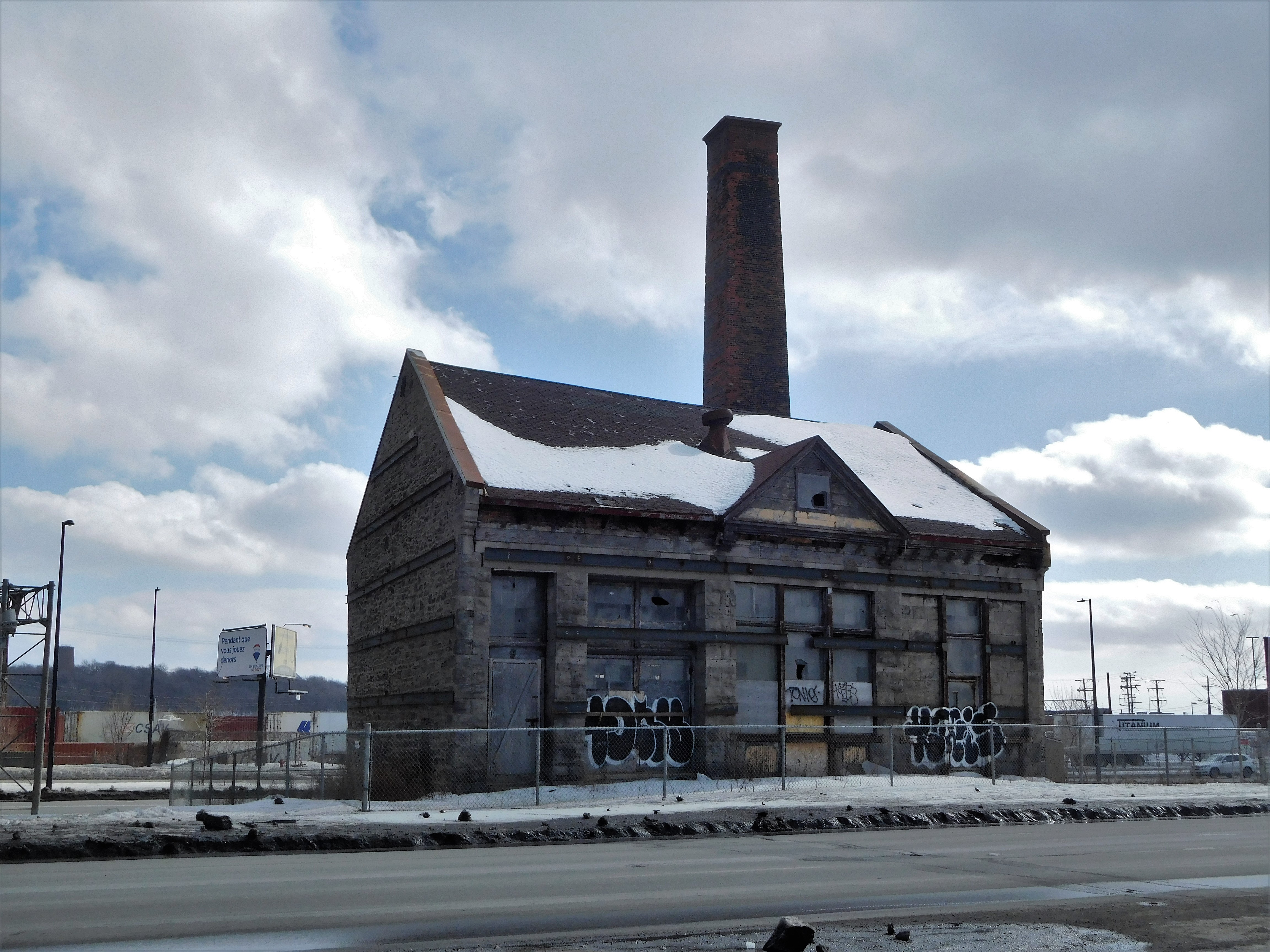
Façade nord en hiver.
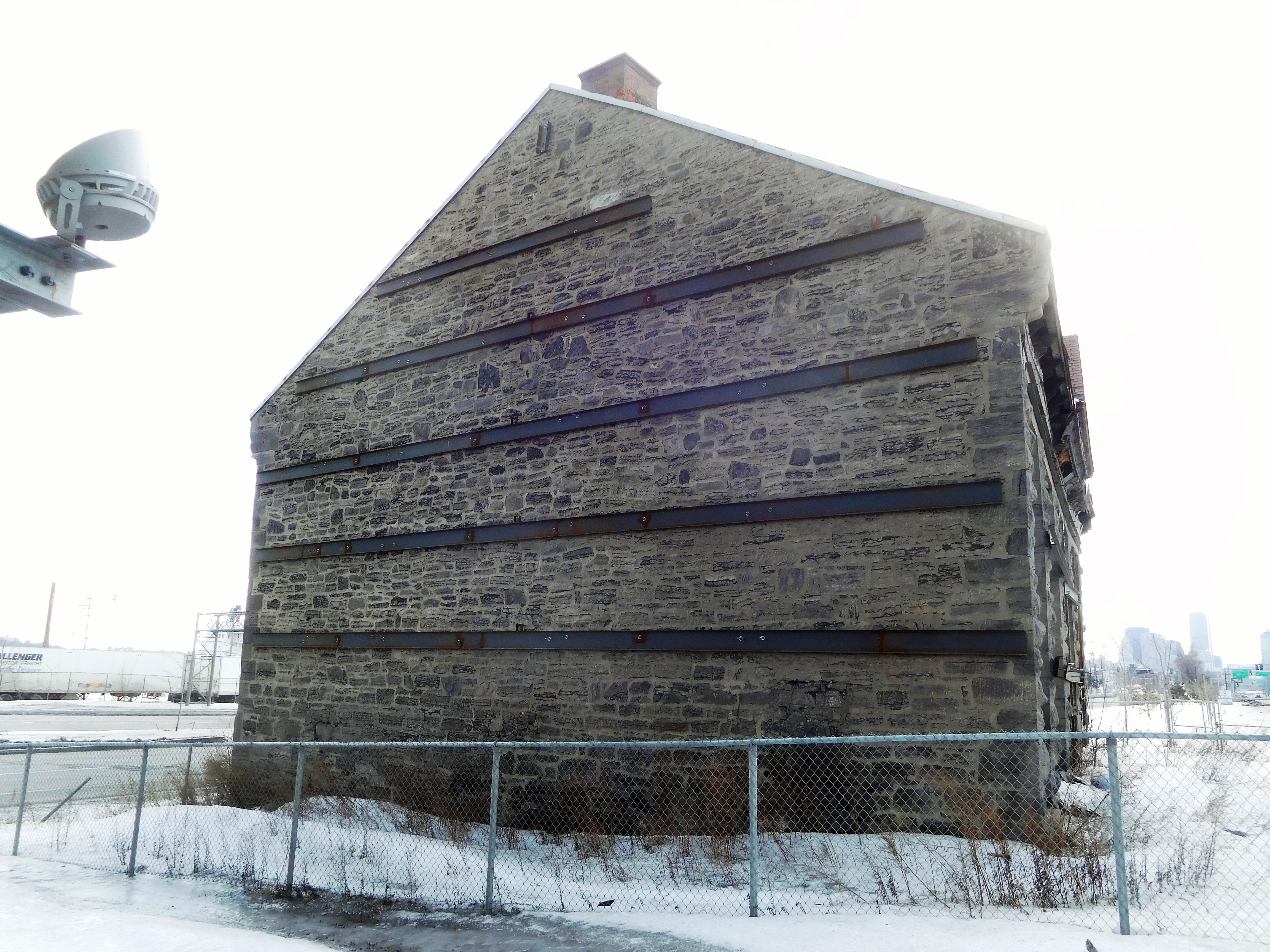
Côté est.
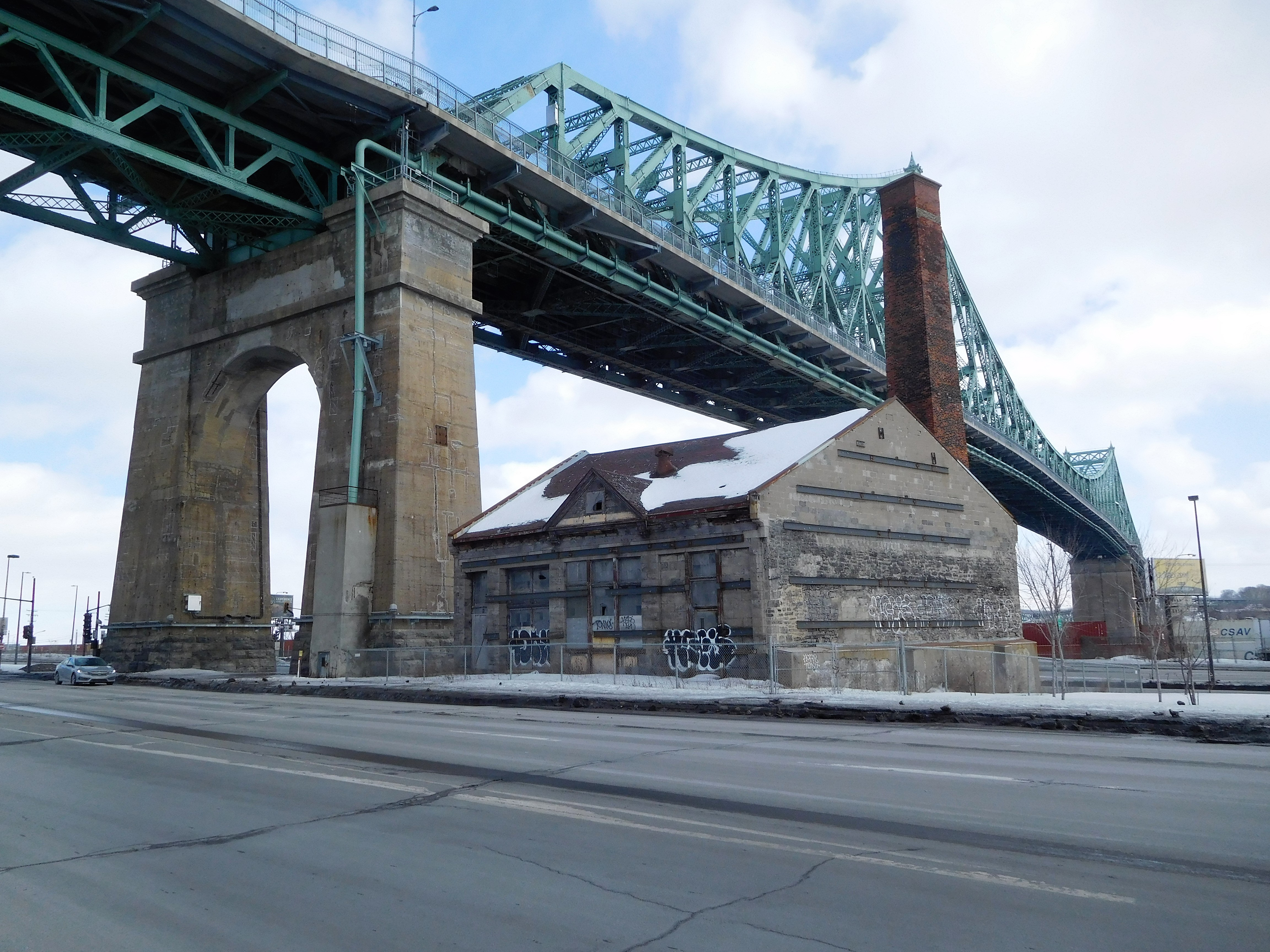
Vue d'ensemble avec le pont Jacques-Cartier.
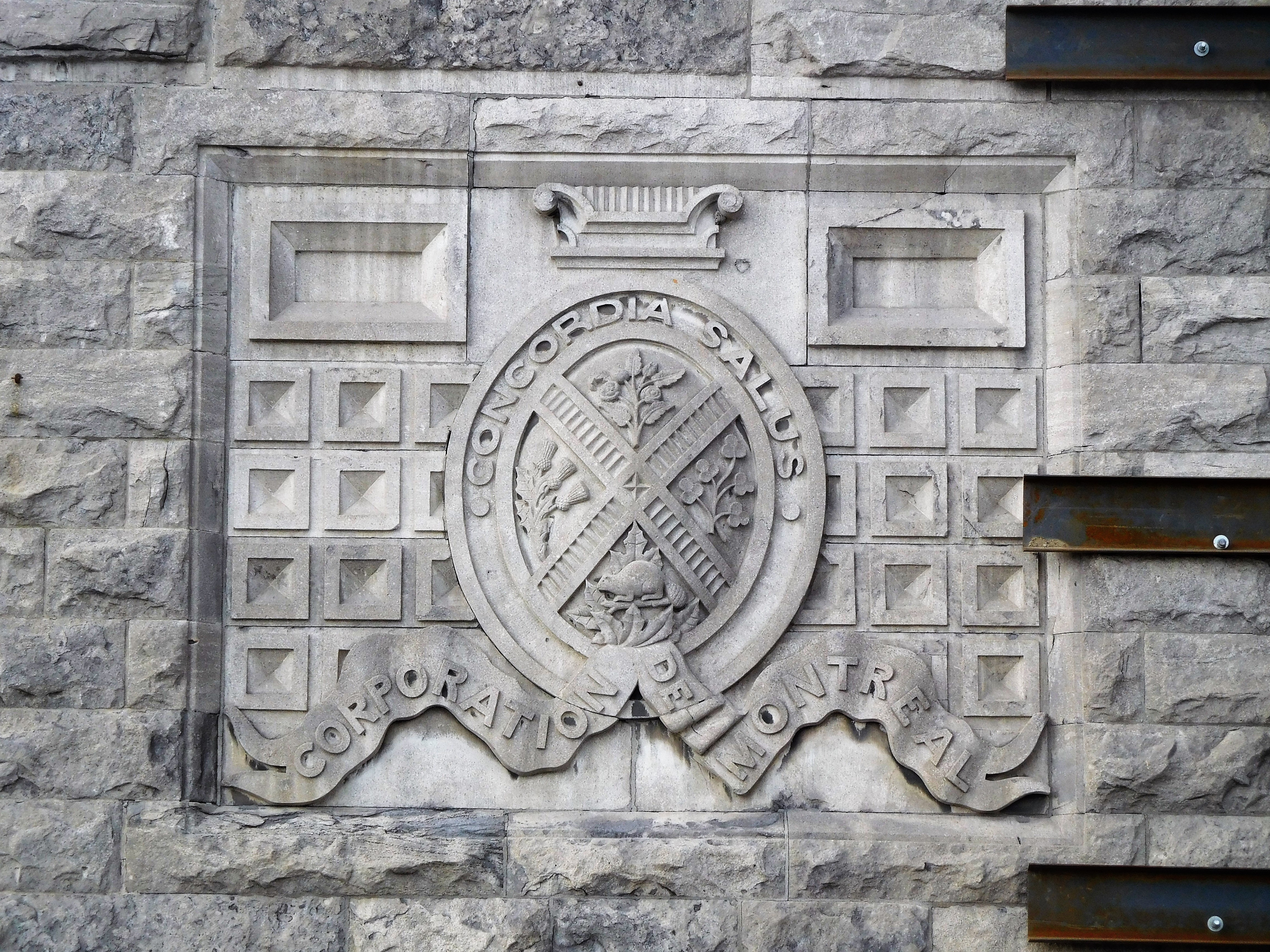
Les armoiries de la ville gravées dans la pierre.
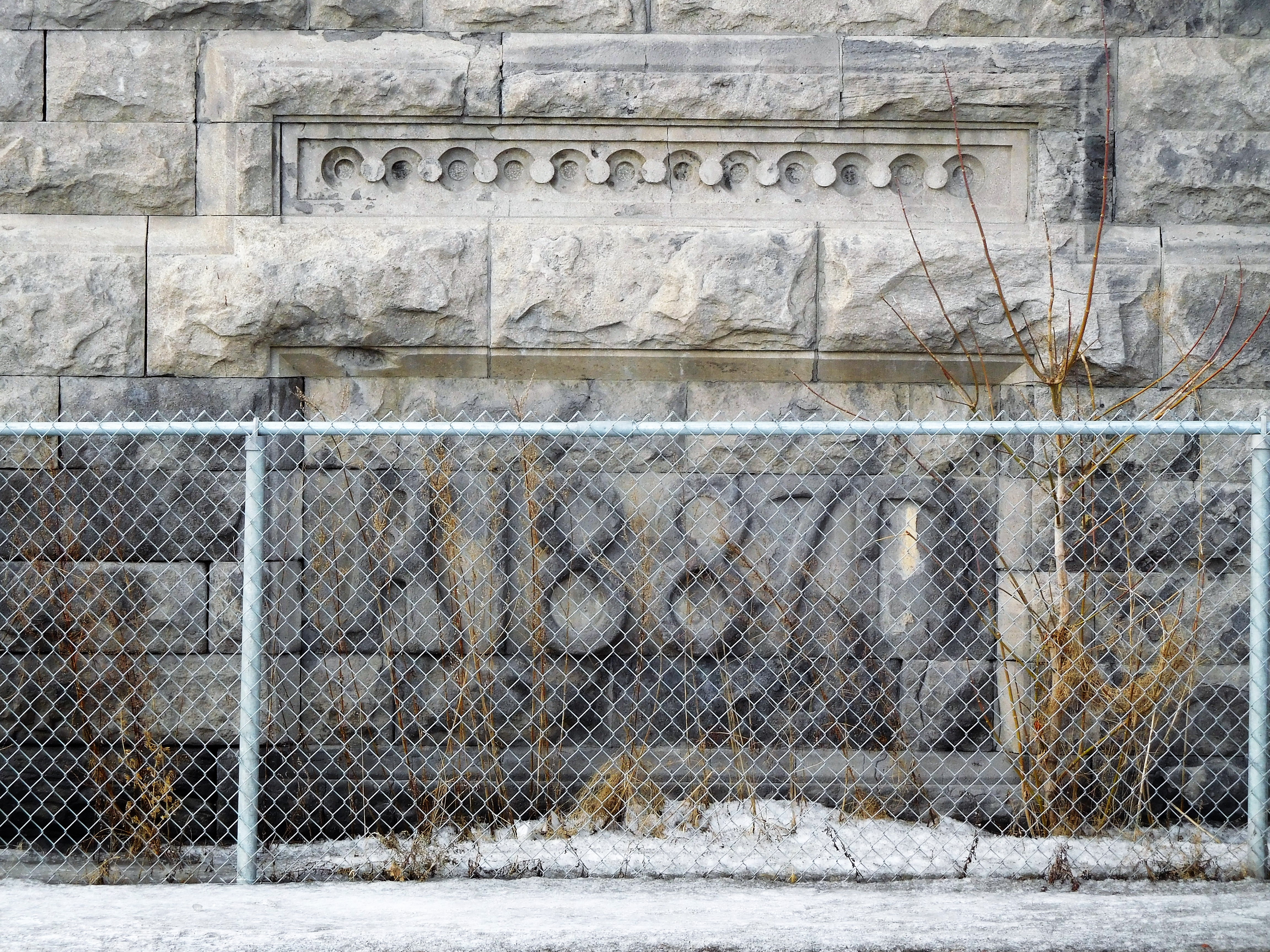
La date de construction gravée dans la pierre.
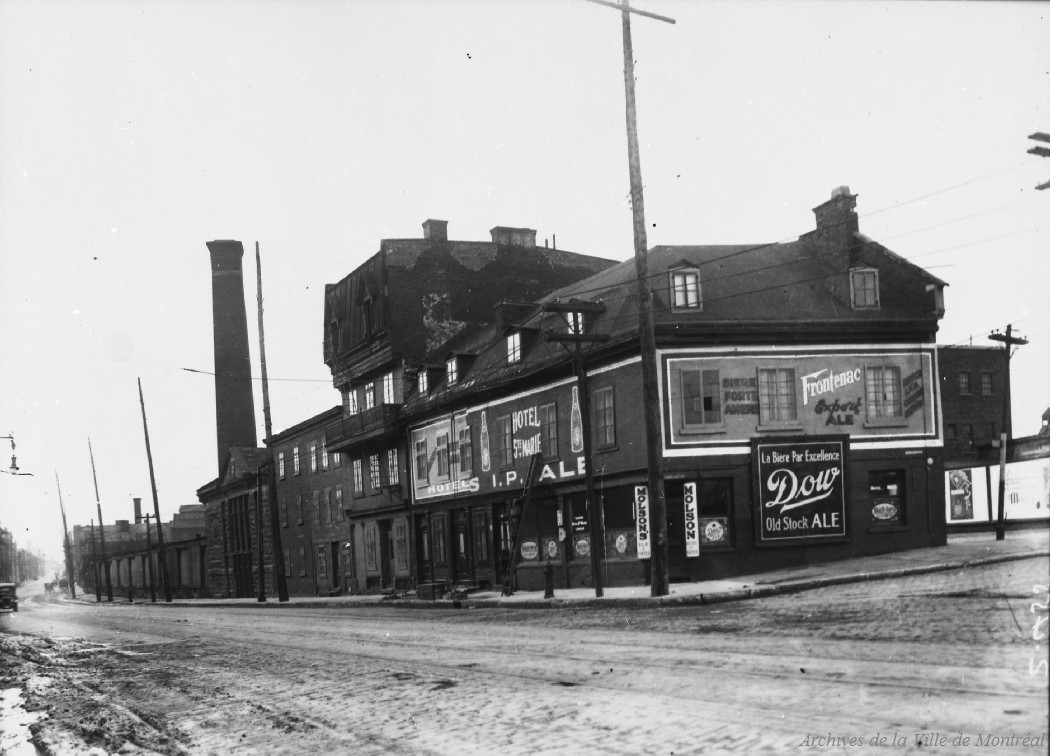
La station de pompage Craig en 1921.
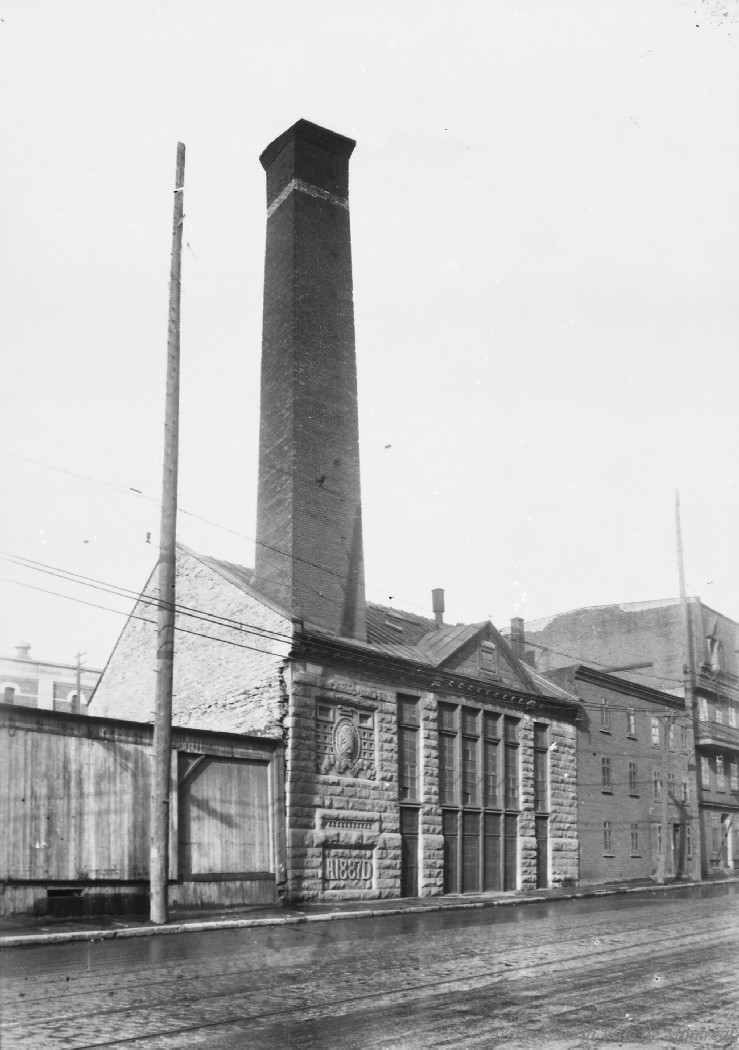
La station de pompage Craig en 1921.
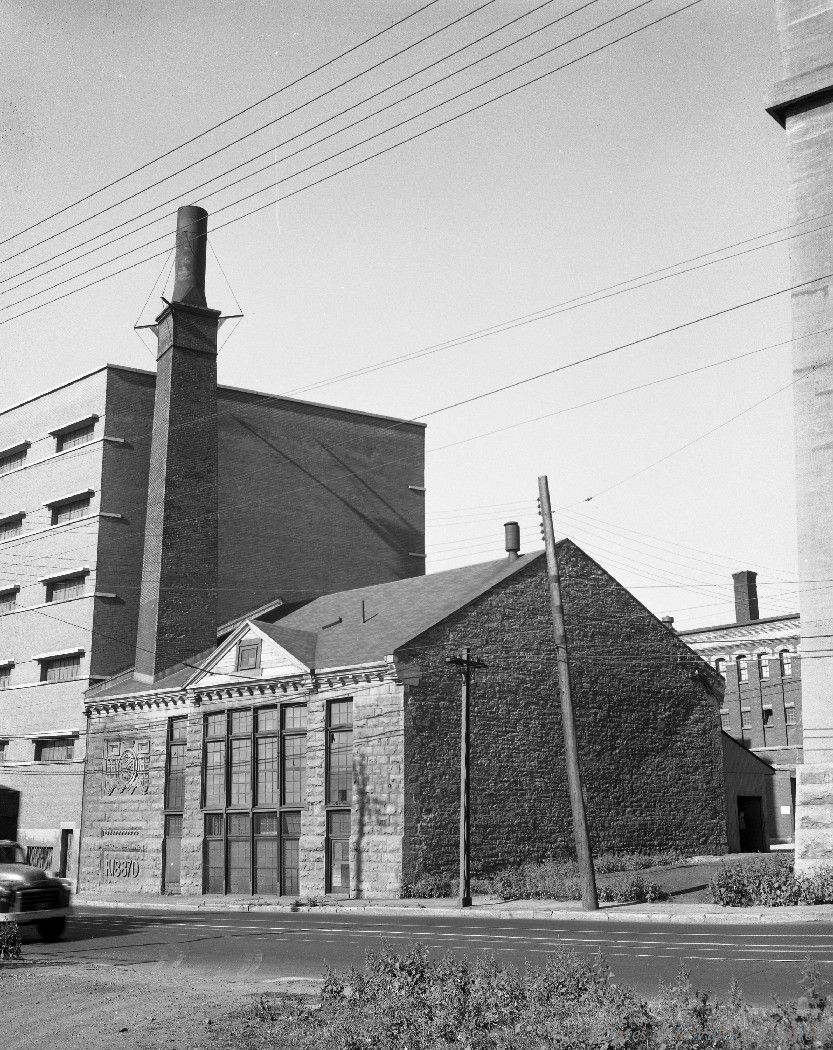
La station de pompage Craig en 1947. Les immeubles à l'est ont été démolies pour faire place au pont Jacques-Cartier.